# Perca (poisson)
Pour les articles homonymes, voir Perca.
Genre
Perca est un genre de poissons d'eau douce couramment appelés perches.
Plusieurs autres espèces de l'ordre des Perciformes sont également appelées perches bien que n'appartenant pas au genre Perca.

## Liste des espèces
Selon FishBase (30 janvier 2016) :
- Perca flavescens (Mitchill, 1814) - perchaude
- Perca fluviatilis Linnaeus, 1758 - perche commune ou perche européenne
- Perca schrenkii Kessler, 1874